# Адлер, Ефим Самуилович
Ефи́м Самуи́лович А́длер (3 марта 1937, Пахта-Арал, Казахская ССР — 26 сентября 2021) — советский и российский композитор, автор симфонических произведений и произведений для детей.

## Биография
Ефим Самуилович Адлер родился 3 марта 1937 года в совхозе Пахта-Арал Казахской ССР. В 1962 году окончил историко-теоретический факультет Одесской консерватории, в 1968 — заочное отделение Музыкально-педагогического института им. Гнесиных по классу композиции Н. И. Пейко. В 1966—1972 работал редактором издательства «Музыка». Живёт в Канаде.
«Композитор Ефим Адлер рос в семье, где никто не играл ни на одном музыкальном инструменте. Но, когда он впервые увидел огромный концертный рояль, а ему тогда было всего шесть лет, он ни о чём другом больше не мог думать. Он сам пришёл в музыкальную школу и попросил записать его в первый класс. Увлечение оказалось серьёзным, музыкальная школа с успехом была закончена». (из воспоминаний В. Романовой-Хрусталёвой, 1978—1980 гг.).

## Произведения

### Детские песни
- Шесть песен на стихи Мориса Карема (перевод с французского М. Кудинова):
- Мой змей
- Старый король
- Кукла заболела
- В первый раз
- Паук
- На мельнице жил кот
- Четыре песни из спектакля Страна Дельфиния. (Слова М. Пляцковского)
- Если с песенкой дружить
- Самовар
- Песня веселых путешественников
- Песня пиратов
- Я рисую. (Слова В. Малкова)
- Наш оркестр. (Слова В. Семернина)
- Где ты бегал, лягушонок? (Слова М. Пляцковского)
- Каланча. (Слова М. Пляцковского)
- Нам эта песня нравится. (Слова В. Семернина)
- Песня любопытных. Из радиоспектакля «Лабиринт». (Слова Л. Дымовой)
- Чтобы песня прозвучала. (Песня легкокрылая) (Слова Л. Дымовой)
- Полон музыки весь свет. Слова (Л. Дымовой)
- Не о скворцах. Из радиоспектакля «Берёзовая роща»
- Великан и мышь. Перевод с немецкого (Ю. Коринца)
- Тишина. Слова (Е. Руженцева)

### Другое
- За каждого мы отвечаем (для солиста, смеш. хора и орк., сл. Т. Ружевича для орк. — 2 симфонии (1968, 1972 — для эстр.-симф. орк. «Игра тембров») Симф. поэма (1962)
- Увертюра (1975); для скр. и эстр.-симф.орк.
- Концерт (1975); струн. квартет (1967); для струн. квинтета — пьесы (1968); для ф-п. — Вариации (1964); для скр. и ф-п. — Поэма (1965); для голоса и ф-п. — вок. цикл Времена года (сл. Р.-М. Рильке, Р. Альберти и др., 1966)
- Баллада Семнадцатый год (сл. Л. Мартынова, 1968)
- Вок. цикл Парнас дыбом (сл. сов. поэтов, 1970)
- Романсы, песни, дет. песни; хоры а капелла — циклы; на стихи Л. Мартынова (1970)
- Родная природа (на стихи рус. и сов. поэтов, 1974)
- Музыкальная сказка «В стране музыкальных волшебников»[4]
- Музыка для радиопередачи Клуб знаменитых капитанов

### Музыка для фильмов
- Свой парень
- Две улыбки